# سرخساوات
سرخساوات (الاسم العلمي: Polypodioideae) هي أسرة من السراخس تتبع فصيلة السرخسية من رتبة السرخسيات.

## قبائل
تضم 4 قبائل هي :
- سرخساوية (الاسم العلمي: Polypodieae)
- (الاسم العلمي: Drynarieae)
- (الاسم العلمي: Selligueeae)
- (الاسم العلمي: Lepisoreae)
- (الاسم العلمي: Microsoreae)
- (الاسم العلمي: Loxogrammeae)

## أجناس
- سرخس